# Overtoom 13-17 (Amsterdam)
Overtoom 13-17 te Amsterdam is een gebouw aan de Overtoom in Amsterdam-West.
Toen het gebouw in 1890/1891 werd neergezet was er nog volop bedrijvigheid langs de Overtoomse Vaart (Overtoomsche Vaart) met haar Vondelkade. Op nummer 13-17 was sinds midden jaren zeventig (19e eeuw) gevestigd houthandel Firma A. van de Vijsel NV, die hier een bedrijfspand neerzette waarin hij een kantoor, een paardenstal en opslag vestigde. Arie van der Vijsel was naast houthandelaar ook makelaar. Het ontwerp kwam van architect/bouwkundige J.W.F. Hartkamp, die wel vaker bedrijfspanden ontwierp zoals voor Drukkerij Senefelder Admiraal de Ruijterweg 56. Hij ontwierp voor de plek aan de Overtoom een stenen bedrijfsgebouw met daarachter houten bijgebouwen. Een van de nakomelingen Arie van de Vijsel kon lang van zijn gebouw genieten; geboren in 1878 overleed hij in 1981 op 103-jarige leeftijd. Ook na zijn dood zat er een handel in bouwmaterialen in het gebouw.
Het gebouw werd op 15 november 2005 aangewezen als gemeentelijk monument, ook toen zat er de houthandel in het gebouw. Vlak daarna kwam het leeg te staan. Een verbouwing tot hotel liet lang op zich wachten door protesten van omwonenden (geluidsoverlast) en liefhebbers van cultureel industrieel erfgoed (gebouw). Tot aan de Raad van State werd geprocedeerd; er volgde in 2012 de goedkeuring, mits een aantal monumentale delen van het gebouw bewaard bleven.
In 2017 onderging het gebouw een gedaanteverwisseling; het werd omgebouwd tot Hotel Van de Vijsel.

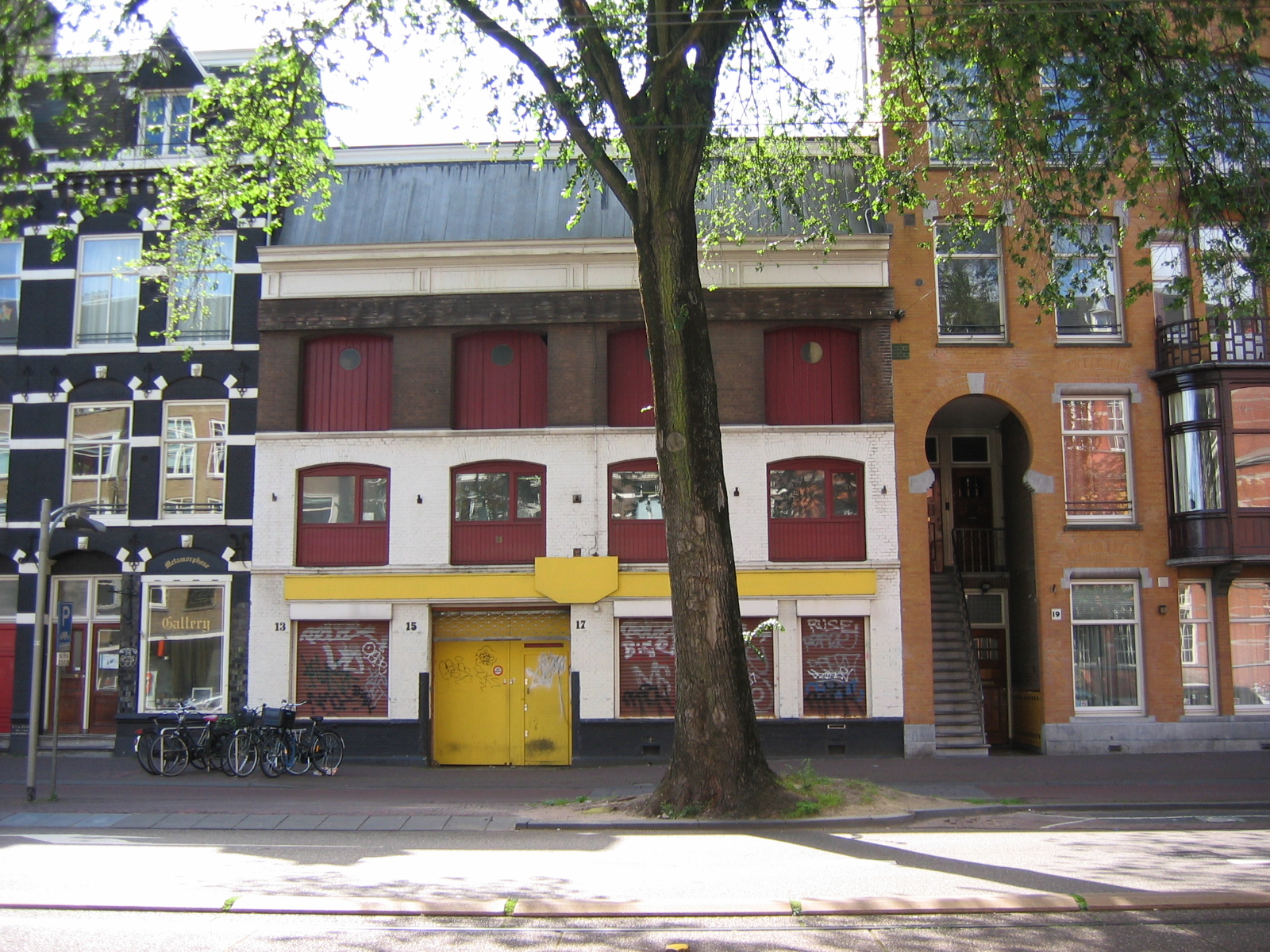
Overtoom 13-17 in 2009